# Hermann Giskes
Hermann Josef Giskes (Krefeld, 28 september 1896 – aldaar, 28 augustus 1977) was tijdens de Tweede Wereldoorlog hoofd van de Abwehrsectie IIIF. Hij wordt gezien als de belangrijkste persoon achter het Englandspiel.

## Englandspiel
Luitenant-kolonel Giskes was al eerder van plan het Englandspiel op te zetten maar het werd pas succesvol toen hij gebruik kon gaan maken van Huub Lauwers om contact met Engeland te krijgen. Voordien had hij agent Willem van der Reyden gevraagd een bericht naar Engeland te sturen. Deze had dat gedaan, inclusief de afgesproken veiligheidscode, en kreeg (terecht) geen antwoord.
Lauwers en zijn kameraad Thijs Taconis waren op 7 november 1941 bij Ommen boven bezet gebied geparachuteerd. Beiden werden in maart 1942 gevangengenomen en naar de gevangenis van Scheveningen (Oranjehotel) gebracht; Lauwers op 6 maart en Taconis op 9 maart. Aanvankelijk weigerde Lauwers informatie te geven, maar om het leven van Taconis te redden gaf hij toe en zond een bericht naar Londen. Hierin verwerkte hij de veiligheidscode die was afgesproken om te melden dat hij het bericht niet uit vrije wil stuurde maar dat hij gevangengenomen was. Majoor Charles Blizard in Londen merkte de code niet op en zond een bericht terug.
Nadat Han Jordaan in mei 1942 werd gearresteerd en weigerde zijn veilige aankomst aan Londen door te geven, stuurden de Duitsers zelf een bericht. Dit bevatte geen veiligheidscode. Blizard zag dit, maar zag hierin geen waarschuwing en stuurde een bericht terug om Jordaan erop te wijzen hoe hij de check moest gebruiken. Bijna alle agenten die sindsdien werden gedropt werden door de Duitsers meteen gearresteerd. Pierre Louis d’Aulnis de Bourouill ontsnapte er in 1943 aan door aan niemand op te geven waar hij afgeworpen zou worden.
Charles Blizard werd opgevolgd door majoor Seymour Bingham. Ook in zijn tijd bleven de Duitse berichten namens de agenten binnenkomen. Pas begin 1943 begon er twijfel te ontstaan bij Bingham en kolonel De Bruyne, maar pas in juni 1943 kregen ze een bericht dat er acht agenten waren opgepakt. Toen in november 1943 twee agenten, Pieter Dourlein en Ben Ubbink waren ontsnapt en via Zwitserland op 1 februari 1944 in Engeland terugkwamen en uitgebreid verhoord waren, kwam de waarheid naar boven. Toen Giskes door had dat zijn Spiel eindelijk doorzien was, stuurde hij op 1 april 1944 het volgende telegram:

 To [the SOE section chiefs] Messrs Blunt, Bingham and Successors Ltd. You are trying to make business in Netherlands without our assistance. We think this rather unfair in view of our long and successful co-operation as your sole agent. But never mind whenever you will come to pay a visit to the Continent you may be assured that you will be received with the same care and result as all those who you sent us before. So long. 

Tegen het einde van de oorlog werd Giskes ondervraagd door Robert Maxwell op Camp 20, Iserlohn, waarna hij werd vrijgelaten. 

## Memoires
Zijn oorlogsmemoires verschenen in 1949 in Nederland onder de titel: Abwehr III F. De Duitse contraspionnage in Nederland, met nawoord van Huub Lauwers. In 1953 verschenen zijn memoires in het Engels, getiteld London calling North Pole, the true revelations of a German spy.
- Bibsys: 90688875
- Gemeinsame Normdatei: 118539566
- International Standard Name Identifier: 0000 0000 7255 4409
- Library of Congress Control Number: n86022581
- Nationale Bibliotheek van Israël: 987007279997405171
- Nederlandse Thesaurus van Auteursnamen: 07221239X
- Système universitaire de documentation: 165831065
- Virtual International Authority File: 76786851
- WorldCat: E39PBJmdw7DH8Hy8JHdcbPm68C